# フリッツ・ヴァルター
フリッツ・ヴァルターことフリードリッヒ・ヴァルター（Friedrich "Fritz" Walter, 1920年10月31日 -2002年6月17日 ）は、ドイツ・ラインラント＝プファルツ州カイザースラウテルン出身の元同国代表サッカー選手。往年のドイツを代表する名選手の一人である。

## 人物

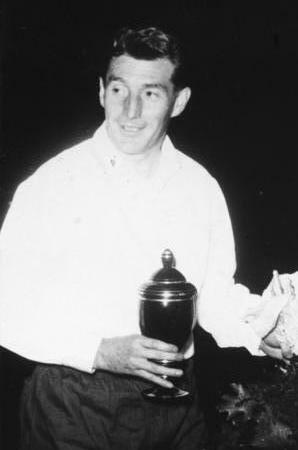
1.FCカイザースラウテルン時代（1956年）

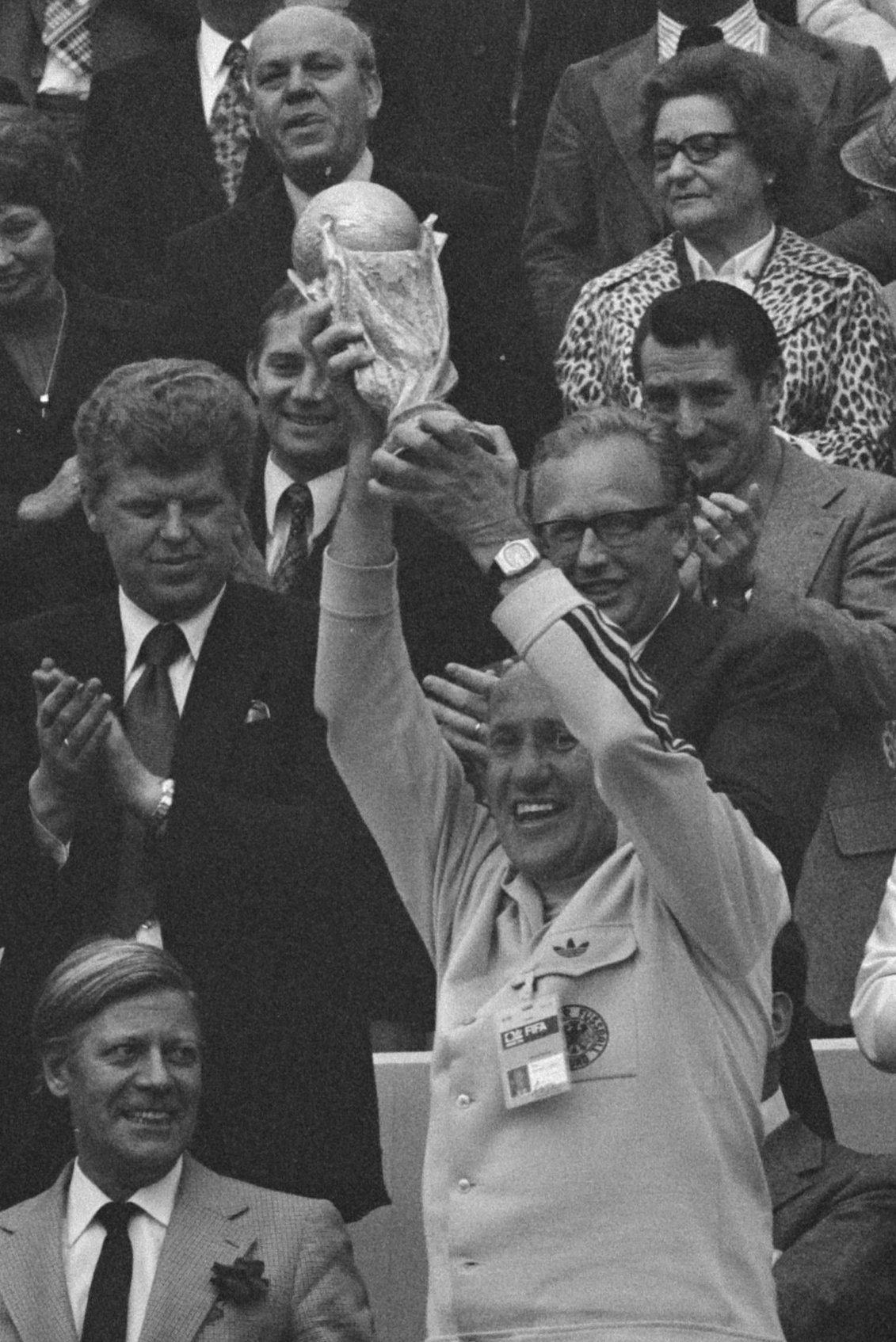
1974年にドイツが優勝したFIFAワールドカップを掲げるフリッツ

ドイツ代表がワールドカップ・スイス大会において初優勝を成し遂げ『ベルンの奇跡』と賞賛された時のエースにしてキャプテンである。
若い頃は強靭な肉体と柔軟なボールテクニックを生かしたセンターフォワードでヒールキック等の意外性のあるプレーも得意とした。キャリアの後半には中盤に下がりゲームメイクも担当する様になった。
また強烈なキャプテンシーを併せ持った選手であり、ドイツ代表名誉キャプテンに最初に選出された人物でもある（後にウーヴェ・ゼーラー、フランツ・ベッケンバウアー、ローター・マテウスらも選出されている）。
現役時代は一貫して1.FCカイザースラウテルンでプレーを続け多くのタイトルをもたらした。クラブの使用するホームスタジアムは彼の功績を称え1985年11月2日に「Betzenberg-Stadion」からフリッツ・ヴァルター・シュタディオンと改称されている。
彼のプレースタイルは天候に大きく左右された。晴れた日や炎天下では機能せず、雨の影響による糠るんだグラウンド状態の時に真価を発揮した。この事からドイツでは現在も大雨の気象状況を「フリッツ・ヴァルターの天気 (Fritz Walter Wetter)」と呼んでいる。これは戦争中にマラリアを罹った事が影響していたとされる。
生前、故郷のカイザースラウテルンでワールドカップを観戦する事を心待ちにしていたが、願いが叶うことなく2002年6月17日に死去。その時はワールドカップ開催中でありドイツ代表は6月21日の準々決勝の試合には喪章を着けて試合に臨んだ。そして2006年6月17日、彼の4回目の命日にアメリカ合衆国対イタリア代表の試合が行われた際には1分間の黙祷が捧げられた。
2003年11月にヨーロッパサッカー連盟(UEFA)の50周年記念を祝うUEFAジュビリーアウォーズの際にはドイツサッカー協会(DFB)は、過去50年（1954年から2003年まで）のドイツ最優秀選手として選出した。

## 略歴
- 1920年 : 10月31日に誕生。
- 1928年 : 1.FCカイザースラウテルンの下部組織に入団。
- 1937年 : 1937-38シーズンにトップチームデビューを果たす。
- 1941年 : ドイツ代表に選出。7月14日のルーマニア戦で代表デビューを果たし、その試合でハットトリックを達成する。
- 1942年 : ドイツ国防軍に徴兵され、落下傘部隊に配属される。
- 1945年 : ソ連軍の捕虜となりシベリアの強制収容所へ移送される途中に偶然に難を逃れハンガリーの収容所を経た後に帰国する。
- 1948年 : ドイツ選手権準優勝。
- 1951年 : ドイツ選手権優勝。ゼップ・ヘルベルガー監督の要請によりドイツ代表に復帰。
- 1953年 : ドイツ選手権優勝。オーバーリーガ南西部得点王(38得点)。
- 1954年 : ワールドカップ・スイス大会出場。優勝候補のハンガリー代表を決勝戦で3-2で破り世界王者となる。
- 1958年 : ワールドカップ・スウェーデン大会に出場しベスト4進出。この大会を最後に代表引退。
- 1959年 : 6月20日のラシン・パリとの試合を最後に現役引退。
- 1970年 : ドイツ連邦共和国功労勲章を授与。
- 1985年 : 12月22日にカイザースラウテルン市から名誉市民賞を授与。
- 2002年 : 6月17日に死去。81歳没。

## エピソード
- 1980年代から90年代に、もう一人の「フリッツ・ヴァルター」という選手が存在した。主にVfBシュトゥットガルトなどに所属し、1991-92シーズンにブンデスリーガ得点王にも輝いた経験があるストライカーであった。彼は本家のフリッツ・ヴァルターとは血の繋がりが無かったが、ファン達は冗談で「フリッツ・ヴァルター・ジュニア」と呼んでいた。

- 妻はイタリア人であった。この事は当時の保守的なドイツでは非常に珍しかった。

- 彼の実弟のオットマール・ヴァルターもサッカー選手であり、共にドイツ代表として1954年ワールドカップ優勝の栄冠を勝ち取った。

- 2005年にヴァルターの名を冠したフリッツ・ヴァルター・メダルが作られた。

## 所属クラブ
- 1937年 - 1942年 : 1.FCカイザースラウテルン
- 1945年 - 1959年 : 1.FCカイザースラウテルン